# 오우라촌 (사가현)
오우라촌(大浦村)은 사가현 후지쓰군에 있던 촌이다. 현재의 후지쓰군 다라정의 일부에 해당한다.

## 역사
- 1889년 4월 1일 - 정촌제 시행에 의해 후지쓰군 우라촌이 성립하였다.
- 1922년 오우라 우체국이 개설하였다.
- 1926년 가시마 경찰서 오우라 주재소가 개설되었다.
- 1949년 공민관이 개관하였다.
- 1953년 오우라 보육원이 개원하였다.
- 1955년 2월 11일 - 다라정(多良町)과 합병해 다라정(太良町)이 신설하여 폐지되었다.

## 교통

### 철도
- 일본국유철도
  - 나가사키 본선

### 도로
- 국도 제207호선

## 참고문헌
- 角川日本地名大辞典 41 佐賀県
- 『市町村名変遷辞典』東京堂出版、1990年。